# Siemz-Niendorf
Siemz-Niendorf är en kommun i Landkreis Nordwestmecklenburg i förbundslandet Mecklenburg-Vorpommern i Tyskland.
Kommunen bildades 26 maj 2019 genom en sammanslagning av de tidigare kommunerna Groß Siemz och Niendorf och i kommunen finns orterna Bechelsdorf, Groß Siemz, Klein Siemz, Lindow, Niendorf, Ollndorf, Torisdorf och Törpt.
Kommunen ingår i kommunalförbundet Amt Schönberger Land tillsammans med kommunerna Dassow, Grieben, Lüdersdorf, Menzendorf, Schönberg, Roduchelstorf och Selmsdorf.